# CLASS:y
클라씨(영어: CLASS:y)는 MBC 서바이벌 오디션 프로그램 《방과후 설렘》 최종회에서 결성된 대한민국의 7인조 걸 그룹으로, 포켓돌스튜디오 자회사 M25 소속이다. 그룹 이름에는 '오디션을 넘어선 클라씨가 차원이 다른 음악으로 세계 K팝 팬들을 사로잡겠다'는 포부가 담겨 있다. 세계관은 'We customize our own'(우리의 것은 우리가 만든다)이다. 팬덤 이름은 클리키(CLIKE:y)이며 '클릭하고 싶게 하는 궁금증과 호기심을 유발하는 그룹', '클라씨와 클라씨를 좋아하는 마음(likey)이 합쳐지면서 어떤 어려움도 해결할 수 있는 열쇠(key)' 2가지 뜻을 가지고 있다.  2022년 5월 5일 미니 앨범 1집 Y 《CLASS IS OVER》를 발매하며 공식적으로 데뷔하였다.
현재 멤버 형서는 컨디션 난조로 활동 중단하여 6인 체제로 팀 활동 중이다.

## 활동

### 데뷔 이전
2022년 2월 27일 최종 데뷔조 7인은 네이버 바이브 파티룸을 통해 보이스 팬미팅을 진행했다. 최종회에서 발표된 그룹 이름은 클래씨(CLASSy)였으나, 3월 1일부터는 클라씨(CLASS:y)라는 이름을 사용했다. 3월 6일에 네이버 나우 온라인 팬미팅으로 팬들과 소통하는 시간을 가졌다.
방과후 설렘 세미파이널 스페셜 스테이지에서 공개된 신곡 "SUPRISE"를 3월 3일 엠카운트다운 출연을 시작으로 음악방송에서 선보였으며, 3월 8일 더 쇼를 끝으로 일주일간의 음악방송 출연을 마무리했다. 3월 8일 공식 인스타그램 라이브 방송에서 4월 말에 데뷔 앨범을 내고 방과후 설렘 최종회 진출자 14인이 함께하는 팬 콘서트를 열겠다고 했다.
3월 10일 예능, 광고, 화보 등의 각종 섭외를 정중히 사양하고 데뷔 앨범 준비에 매진하겠다는 뜻을 밝혔다. 3월 19일 TV 도쿄와의 인터뷰 녹화를 마쳤고, 클라씨의 리더가 혜주라는 사실이 밝혀졌다. 인터뷰 내용은 3월 21일 '<사상최대급! 걸즈오디션 방송> 방과후 설렘～데뷔멤버 대결정 스페셜~'에서 방영되었다.
4월 17일 클라씨의 소속사 M25는 그룹 이름의 뜻을 알리고, 5월 5일 데뷔해 미니 앨범 《CLASS IS OVER》를 발매하며 같은 날 뮤직비디오를 공개한다고 공식 발표했다. 팬 콘서트는 6월로 연기되었다.
5월 4일 오후에 서울 광진구 예스24 라이브홀에서 《CLASS IS OVER》 발매 기념 쇼케이스를 개최하고 타이틀곡〈SHUT DOWN〉무대를 선보였으며,19시에 네이버 나우를 통해 방영한 데뷔 스페셜쇼 《클라씨 비긴즈(CLASS:y BEGINS)》에서 팬덤 이름 클리키와 음반 제작 과정 뒷이야기를 공개했다.

### 2022년: 데뷔,미니 1집: Y,미니 1집: Z,일본 데뷔,미니 2집
- 자세한 활동 내용은 개별 음반 문서를 참고하십시오.

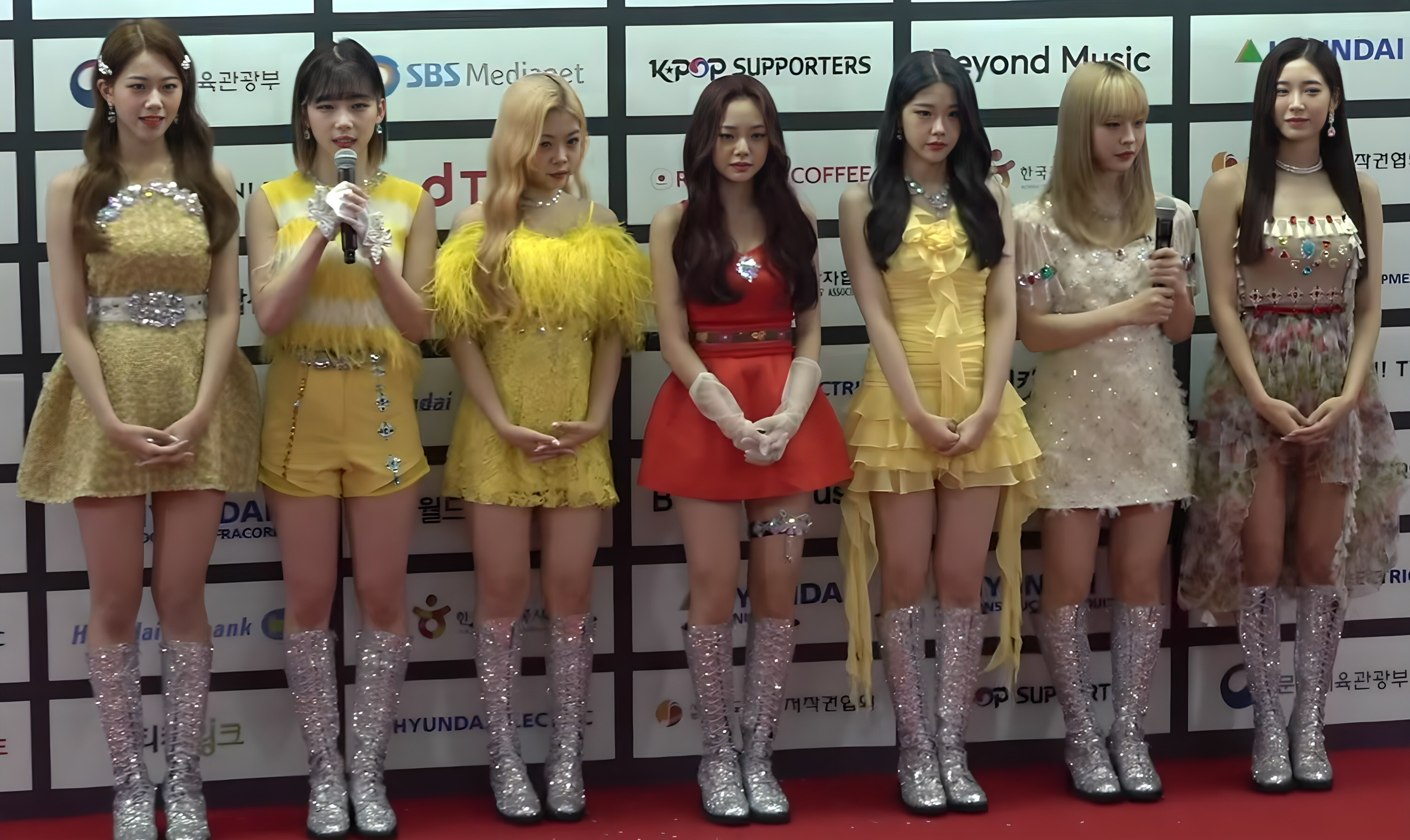
제28회 드림콘서트 레드카펫에서 인사하는 클라씨

2022년 5월 5일 《CLASS IS OVER》를 발매하고 〈SHUT DOWN〉 뮤직비디오를 공개하며 정식으로 데뷔했다. 5월 10일에는 일본에서 6월 22일에 데뷔할 예정이라고 밝혔다. 5월 13일 공개된 잇츠라이브 〈SHUT DOWN〉 무대에서 댄스와 노래 모두 완벽하게 소화해 호평을 받았다. 5월 25일부터 네이버 나우에서 온라인 예능쇼 《클라씨 연구소》 방송을 시작했다. 5월 26일 공백 기간 없이 《CLASS IS OVER》와 이어지는 연작 시리즈 앨범 《LIVES ACROSS》를 발매하고 5월 29일 SBS 인기가요 출연을 끝으로 《CLASS IS OVER》 활동을 종료했다. 일본 데뷔 일정 때문에 드림콘서트 참가 여부가 불투명했으나, 5월 31일 참가를 확정하고 공식적으로 발표했다.
6월 2일 엠카운트다운에 출연하면서 《LIVES ACROSS》 활동을 시작했다. 6월 18일 잠실올림픽주경기장에서 열린 제28회 드림콘서트 무대에서 미니 1집 Y와 Z의 대표곡인 〈SHUT DOWN〉과 〈CLASSY〉를 연이어 불렀다. 6월 20일 일본으로 출국해 6월 22일 일본 데뷔 싱글 앨범 《SHUT DOWN -JP Ver.-》를 발매하고 일본 가요제 《TV도쿄 뮤직페스티벌 2022 여름》에 출연했다. 6월 27일과 28일에 도쿄 도요스 PIT에서 일본 데뷔 팬미팅을 하고 TBS 음악방송 《PLAYLIST》에 출연한 뒤 29일 귀국했다. 7월 3일 인기가요 출연을 마지막으로 《LIVES ACROSS》 활동을 마치고 가을 컴백을 예고했다.
7월 21일 첫 화보집 《7 OF YOUTHS》(세븐 오브 유스)를 발매했다. 같은 날 2022 추석특집 아이돌스타 선수권대회 출연이 확정되었고 7월 30일과 8월 1일에 촬영했다. 8월 1일 메인래퍼들의 보컬 대결 프로그램인 JTBC 《두 번째 세계》 참가자에 선유가 포함된 사실이 공개되었다. 8월 2일 방영된 JTBC 《뉴페스타》에서 듀스의 〈여름 안에서〉를 커버하고 앙코르 무대에서 선미 히트곡 메들리를 불렀다. 8월 3일 정오에 《뉴페스타》 음원이 발매되었다. 8월 10일 《클라씨 연구소》 방영을 끝냈다.
2022 추석특집 아이돌스타 선수권대회에서 형서, 형서, 리원, 선유는 9월 11일 방영된 e스포츠 선수권대회에, 지민과 보은은 9월 12일 방영된 육상 60미터 대회에 출전했다. 혜주는 촬영에 참여했으나 출전한 종목은 없었다. 9월 16일·19일에 프로젝트 리본의 여름방학 프로젝트 네 번째 음원 〈사랑이라 부를 수 있을까〉의 티저 영상이 공개되었다. 1993년 발매된 인공위성의 1집 대표곡 〈사랑이라 부를 수 있을까〉의 리메이크곡이다. 9월 17일 화보집 《7 OF YOUTHS》 발매 이벤트로 영상통화 및 대면 팬사인회를 진행했다. 9월 20일 부산원아시아페스티벌 파크콘서트 공연이 확정되었다. 9월 24일 공식 유튜브 채널에 형서를 시작으로 브이로그 영상을 올리기 시작했다. 9월 25일 오후 6시에 〈사랑이라 부를 수 있을까〉 음원을 발매했다.
9월 30일 M25가 트위터를 통해 클라씨의 10월 26일 컴백을 공개했다. 10월 16일 2022 아시아 모델 어워즈에서 여자 아이돌 부문 신인상을 수상했다. 10월 26일 미니 2집 《Day&Night》를 발매했다. 10월 28일 뮤직뱅크에 출연해 미니 2집 방송 활동을 시작했다. 10월 29일 부산원아시아페스티벌 파크콘서트에서 공연했으며 보은이 박철규와 함께 MC를 맡아 진행했다. 같은 날 밤에 발생한 이태원 참사로 인해 11월 5일까지 국가애도기간으로 지정되어 이데일리 문화대상 축하공연 등 여러 일정을 취소했다.
11월 6일 인기가요에 출연하면서 활동을 재개했다. 11월 22일부터 12월 12일까지 유튜브에 공개된 SBS 서바이벌 프로그램 《댄싱돌 스테이지2》에 참가했다. 11월 24일 시즌 그리팅을 발매했다. 12월 5일 열린 동아스포츠대상 시상식에서 축하 공연을 했고 12월 13일 KBS안동방송국이 주최한 행복콘서트에서도 공연했다. 12월 15일 MBC 가요대제전 출연이 확정되었다. 12월 17일 《쇼! 음악중심》을 끝으로 미니 2집 음악방송 출연을 끝냈다. 12월 21일 SNS를 통해 2023년 2월 22일에 일본 싱글 2집 《TARGET》을 발매하고 오사카와 도쿄에서 팬 콘서트를 열겠다고 공지했다. 12월 31일 《MBC 가요대제전》 1부에서 〈Tick Tick Boom〉 무대를 선보인 후 90년대풍 의상을 입고 코요태 노래 〈비몽〉을 부르며 장성규와 함께 콜라보 무대를 만들었고, 코요태의 〈순정+GO〉 무대에도 등장했다.

### 2023년:일본 싱글 2집
2023년 1월 4일 《댄싱돌 스테이지2》 걸그룹 부문에서 우승했다. 1월 12일부터 걸그룹 서바이벌 프로그램 《The NEXT》를 촬영하기 시작했다. 2월 8일에는 7월 브라질 상파울루에서 열릴 《아시아 페스티벌 2023》 참가가 결정되었다. 2월 21일 일본 활동을 위해 출국했고 22일에 오사카, 23일에 도쿄에서 팬 콘서트 《STEAL YOUR HEART》를 개최했다. 26일에는 타워 레코드 시부야점에서 팬사인회를 열었고 27일에 귀국했다. 클라씨 데뷔 300일이었던 2월 28일에 《2023 이데일리 일자리 창출 응원콘서트 치어 업(Cheer up)》 1부에서 〈ZEALOUS〉, 〈SHUT DOWN〉, 〈CLASSY〉, 〈Tick Tick Boom〉 4곡을 공연했다. 3월 3일에 다른 연예인들과 함께 2030년 세계 박람회의 부산 유치를 기원하는 릴레이 응원영상이 공개되었다.
4월 8일 《The NEXT》를 최종 3위로 마무리했다. 제29회 드림콘서트 드림루키 후보가 되었으나 4월 10일부터 같은 달 23일까지 진행된 투표 결과 드림루키로 선정되지는 못했다. 4월 23일 클라씨 멤버 전용 트위터 계정을 새로 만들었다. 4월 24일 5월 초부터 위버스에 클라씨 공식 커뮤니티가 신설된다는 사실이 공개되었다. 4월 27일 《2023 드림콘서트 in JAPAN》출연이 확정되었다.
5월 4일 위버스 커뮤니티를 오픈하고 클라씨 로고 모션을 공개했다. 5월 5일 데뷔 1주년을 기념하는 팬송 〈My Love〉를 공개했다. 5월 25일 서경대학교 대동제 무대에서 공연했다. 6월 10일 동두천 시민회관에서 열린 《2023년 청소년 뮤직페스티벌》에서〈SAME SAME DIFFERENT〉, 〈SHUT DOWN〉 등 3개 곡을 공연했다. 6월 16일 일본으로 출국하여 6월 18일 사이타마 슈퍼 아레나에서 개최된 《2023 드림콘서트 in JAPAN》에서 〈ZEALOUS〉 무대를 선보였다. 6월 24일과 25일에는 도쿄 포트시티 다케시바에서 열린 《2023 서울 에디션 인 도쿄》 공연에 참가했다. 6월 28일 클라씨가 부른 애니메이션 《언데드 걸 머더 파르스》의 오프닝곡 〈Crack-Crack-Crackle〉이 유튜브에서 공개되었다.
7월 1일 전주월드컵경기장에서 전북과 제주의 K리그 경기 하프타임에 〈SHUT DOWN〉과 〈ZEALOUS〉를 공연했다. 7월 7일 브라질 상파울루의 이스파수 우니메드(Espaço Unimed)에서 열린 《아시아 스타 페스티벌 2023》 공연에 참가하고 7월 10일 귀국했다. 7월 12일 〈Crack-Crack-Crackle〉 음원이 발매되었다.

### 2024년: 미니 3집 LOVE XX
2024년 11월 14일 미니 3집 《LOVE XX》를 발매하며 컴백하였다. 현재 멤버 형서는 컨지션 난조로 인해 활동 중단하여 6인 체제로 팀 활동한다.

## 구성원
| 이름 | 소개 |
| ---- | --- |
| 혜주 | - 본명 : 홍혜주 - 생년월일 : 2003년 12월 9일(21세) - 출생지 : 대한민국 서울특별시 송파구 - 활동기간 : 2022년 5월 5일 ~ 현재 |
| 형서 | - 본명 : 명형서 - 생년월일 : 2001년 6월 25일(23세) - 출생지 : 대한민국 경기도 수원시 - 활동기간 : 2022년 5월 5일 ~ 현재     |
| 채원 | - 본명 : 윤채원 - 생년월일 : 2003년 6월 4일(21세) - 출생지 : 대한민국 경기도 하남시 - 활동기간 : 2022년 5월 5일 ~ 현재      |
| 리원 | - 본명 : 김리원 - 생년월일 : 2007년 1월 11일(18세) - 출생지 : 대한민국 경기도 여주군 - 활동기간 : 2022년 5월 5일 ~ 현재     |
| 지민 | - 본명 : 원지민 - 생년월일 : 2007년 11월 25일(17세) - 출생지 : 대한민국 강원도 원주시 - 활동기간 : 2022년 5월 5일 ~ 현재    |
| 보은 | - 본명 : 박보은 - 생년월일 : 2008년 2월 11일(17세) - 출생지 : 대한민국 울산광역시 울주군 - 활동기간 : 2022년 5월 5일 ~ 현재 |
| 선유 | - 본명 : 김선유 - 생년월일 : 2008년 3월 20일(17세) - 출생지 : 대한민국 강원도 강릉시 - 활동기간 : 2022년 5월 5일 ~ 현재     |

## 음반

### EP
| 연도 | 제목              | 정보                                                                                              | 수록곡                                                                       | 써클 앨범 차트 | 써클 앨범 차트 | 써클 앨범 차트 | 판매량  |
| 연도 | 제목              | 정보                                                                                              | 수록곡                                                                       | 주간           | 월간           | 연간           | 판매량  |
| ---- | ----------------- | ------------------------------------------------------------------------------------------------- | ---------------------------------------------------------------------------- | -------------- | -------------- | -------------- | ------- |
| 2022 | 《CLASS IS OVER》 | - 발매일: 2022년 5월 5일 - 기획사: M25 - 유통사: 카카오엔터테인먼트 - 포맷: CD, 디지털 다운로드   | 1. UP 2. SHUT DOWN 3. TELL ME ONE MORE TIME 4. SUPER COOL 5. FEELIN' SO GOOD | 7              | 35             | -              | 28,777+ |
| 2022 | 《LIVES ACROSS》  | - 발매일: 2022년 5월 26일 - 기획사: M25 - 유통사: 인터파크 - 포맷: CD, 디지털 다운로드            | 1. CLASSY 2. SURPRISE 3. SAME SAME DIFFERENT 4. DIVIN' INTO YOU              | 25             | 86             | -              | 14,768+ |
| 2022 | 《Day&Night》     | - 발매일: 2022년 10월 26일 - 기획사: M25 - 유통사: 카카오엔터테인먼트 - 포맷: CD, 디지털 다운로드 | 1. Tick Tick Boom 2. ZEALOUS                                                 | 18             | -              | -              | 21,989+ |

### 싱글
| 연도 | 제목                    | 정보 | 수록곡                                                  | 판매량 |
| ---- | ----------------------- | --- | ------------------------------------------------------- | ------ |
| 2022 | 〈SHUT DOWN -JP Ver.-〉 | - 발매일: 2022년 6월 22일 - 기획사: 유니버설 뮤직 재팬 - 유통사: 유니버설 뮤직 그룹 - 포맷: CD, 디지털 다운로드 | 1. SHUT DOWN -JP Ver.- 2. SAME SAME DIFFERENT -JP Ver.- | 3,878+ |
| 2023 | 〈TARGET〉              | - 발매일: 2023년 2월 22일 - 기획사: 유니버설 뮤직 재팬 - 유통사: 유니버설 뮤직 그룹 - 포맷: CD, 디지털 다운로드 | 1. TARGET 2. ZEALOUS -JP Ver.-                          | 3,828+ |

### 디지털 싱글
| 연도 | 제목                        | 정보 | 수록곡                                                        |
| ---- | --------------------------- | --- | ------------------------------------------------------------- |
| 2022 | 〈사랑이라 부를 수 있을까〉 | - 발매일: 2022년 9월 25일 - 기획사: 여름방학 - 유통사: 워너뮤직 - 포맷: 디지털 다운로드                     | 1. 사랑이라 부를 수 있을까 2. 사랑이라 부를 수 있을까 (Inst.) |
| 2023 | 〈My Love〉                 | - 발매일: 2023년 5월 5일 - 기획사: M25 - 유통사: 카카오엔터테인먼트 - 포맷: 디지털 다운로드                 | 1. My Love                                                    |
| 2023 | 〈Crack-Crack-Crackle〉     | - 발매일: 2023년 7월 12일 - 기획사: 유니버설 뮤직 재팬 - 유통사: 유니버설 뮤직 그룹 - 포맷: 디지털 다운로드 | 1. Crack-Crack-Crackle                                        |

## 음반 외 활동

### 방송 프로그램
| 연도 | 날짜              | 방송사       | 프로그램명                                                           | 출연 멤버        |
| ---- | ----------------- | ------------ | -------------------------------------------------------------------- | ---------------- |
| 2022 | 3월 21일          | TV 도쿄      | 〈사상최대급! 걸즈오디션 방송〉 방과후 설렘～데뷔멤버 대결정 스페셜~ | 전원             |
| 2022 | 5월 5일           | MBC 표준FM   | 《아이돌 라디오》 시즌2 78회                                         | 전원             |
| 2022 | 5월 10일·17일     | MBC          | 《클라씨의 세계》 1·2회                                              | 전원             |
| 2022 | 5월 12일          | MBC FM4U     | 《정오의 희망곡 김신영입니다》 '선생님을 모십니다' with 클라씨       | 전원             |
| 2022 | 5월 14일          | MBC          | 《전지적 참견 시점》 199회                                           | 전원             |
| 2022 | 5월 18일          | MBC M        | 《주간 아이돌》 562회                                                | 전원             |
| 2022 | 5월 29일          | SBS 파워FM   | 《두시탈출 컬투쇼》 고막을 털어라(클라씨)                            | 형서, 보은       |
| 2022 | 6월 18일          | SBS 파워FM   | 《웬디의 영스트리트》 영스스쿨 클라씨                                | 형서, 채원, 보은 |
| 2022 | 7월 15일          | 뮤직온! TV   | 《한ON! 카운트다운 10》                                              | 전원             |
| 2022 | 8월 2일·9일       | JTBC         | 《뉴페스타》 9회·10회 〈CLASSY〉, 〈여름 안에서〉                    | 전원             |
| 2022 | 8월 7일           | 엠넷 재팬    | 《엠타메방》                                                         | 전원             |
| 2022 | 8월 30일~11월 6일 | JTBC         | 《두 번째 세계》 1~9회                                               | 선유             |
| 2022 | 9월 11일·12일     | MBC          | 《2022 추석특집 아이돌스타 선수권대회》                              | 전원             |
| 2022 | 9월 14일          | 엠넷         | 《TMI 뉴스쇼》 29회                                                  | 형서, 혜주, 보은 |
| 2022 | 9월 19일          | MBC 에브리원 | 《세컨패션 챌린지》                                                  | 전원             |
| 2022 | 10월 23일         | MBC          | 《미스터리 음악쇼 복면가왕》 1685회                                  | 채원             |
| 2022 | 10월 29일         | JTBC         | 《K-909》 6회                                                        | 전원             |
| 2022 | 11월 9일          | MBC M        | 《주간 아이돌》 586회                                                | 전원             |
| 2022 | 11월 11일·18일    | JTBC         | 《히든싱어》 시즌7 13회·14회                                         | 채원, 보은, 선유 |
| 2022 | 11월 19일         | SBS 파워FM   | 《웬디의 영스트리트》 영스스쿨 클라씨                                | 리원, 보은, 선유 |
| 2022 | 12월 31일         | MBC          | 《MBC 가요대제전》 〈Tick Tick Boom〉, 〈비몽〉                      | 전원             |
| 2023 | 1월 10일          | KBS안동      | 《KBS안동·경북교육청이 함께하는 행복콘서트》                         | 전원             |
| 2023 | 1월 14일          | MBC FM4U     | 《영재의 친한친구》 아친소 '우아!'·'클라씨'                          | 형서, 보은       |
| 2023 | 1월 22일~         | 국방TV       | 《리얼 병영톡! 행군기》 395회~                                       | 채원, 지민       |
| 2023 | 3월 4일           | 국방TV       | 《위문열차》 512회 육군 제32보병사단편                               | 전원             |
| 2023 | 3월 11일          | BS닛테레     | 《한★음 KAN-ON!! NEXT K-POP ARTIST》                                 | 전원             |
| 2023 | 4월 20일          | 국방FM       | 《레이나의 건빵과 별사탕》 With 클라씨                               | 전원             |
| 2023 | 4월 29일          | 국방TV       | 《위문열차》 513회 공군 제10전투비행단편                             | 전원             |
| 2023 | 5월 20일          | 국방TV       | 《위문열차》 516회 육군 제35보병사단편                               | 전원             |
| 2023 | 6월 22일          | HQ플러스     | 《I.리뷰.U》 2회-1 2회-2 2회-3 2회-4                                 | 형서, 지민       |
| 2023 | 6월 24일          | 국방TV       | 《위문열차》 521회 주한 미8군 한국군지원단편                         | 전원             |
| 2023 | 7월 7일           | HQ플러스     | 《I.리뷰.U》 4회-1 4회-2                                             | 형서             |
| 2023 | 7월 22일          | 국방TV       | 《위문열차》 525회 육군사관학교편                                    | 전원             |
| 2023 | 8월 5일           | 국방TV       | 《위문열차》 527회 육군군수사령부편                                  | 전원             |

### 공연
| 연도 | 날짜      | 공연                                 | 장소                       | 무대 영상 |
| ---- | --------- | ------------------------------------ | -------------------------- | --- |
| 2022 | 6월 18일  | 드림콘서트                           | 잠실올림픽주경기장         | 〈SHUT DOWN〉, 〈CLASSY〉 |
| 2022 | 6월 27일  | 일본 데뷔 팬미팅                     | 도쿄 도요스PIT             | 〈SAME SAME DIFFERENT -JP Ver.-〉, 〈SURPRISE〉, 〈SHUT DOWN -JP Ver.-〉,〈SHUT DOWN〉, 〈SAME SAME DIFFERENT〉                                |
| 2022 | 9월 1일   | Super Fall Fest                      | 동두천 캠프 케이시         | 〈SHUT DOWN〉, 〈SAME SAME DIFFERENT〉, 〈CLASSY〉                                                                                             |
| 2022 | 10월 16일 | 아시아모델페스티벌                   | 의정부 실내체육관          | 〈CLASSY〉 |
| 2022 | 10월 29일 | 부산원아시아페스티벌 파크콘서트      | 부산시민공원               | 〈ZEALOUS〉, 〈SHUT DOWN〉, 〈CLASSY〉, 〈Tick Tick Boom〉                                                                                     |
| 2022 | 12월 5일  | 동아스포츠대상                       | 롯데호텔 서울              | 〈Tick Tick Boom〉, 〈ZEALOUS〉 |
| 2022 | 12월 13일 | 행복콘서트                           | KBS 안동 공개홀            | 〈Tick Tick Boom〉, 〈ZEALOUS〉 |
| 2022 | 12월 20일 | 국방TV 위문열차                      | 육군 제32보병사단          | 〈Tick Tick Boom〉, 〈ZEALOUS〉 |
| 2022 | 12월 31일 | MBC 가요대제전                       | MBC일산드림센터            | 〈Tick Tick Boom〉, 코요태 〈비몽〉 |
| 2023 | 2월 22일  | 팬 콘서트 《STEAL YOUR HEART》       | 오사카 뮤직 클럽 야누스    | 〈ZEALOUS -JP Ver.-〉, 〈SAME SAME DIFFERENT〉, 〈TARGET〉, 〈SHUT DOWN -JP Ver.-〉, 〈Tick Tick Boom〉, 〈CLASSY〉, 〈TELL ME ONE MORE TIME〉 |
| 2023 | 2월 23일  | 팬 콘서트 《STEAL YOUR HEART》       | 도쿄 시부야 스트림홀       | 〈ZEALOUS -JP Ver.-〉, 〈SAME SAME DIFFERENT〉, 〈TARGET〉, 〈SHUT DOWN -JP Ver.-〉, 〈Tick Tick Boom〉, 〈CLASSY〉, 〈TELL ME ONE MORE TIME〉 |
| 2023 | 2월 28일  | 이데일리 일자리 창출 응원콘서트      | 코엑스 오디토리움          | 〈SHUT DOWN〉, 〈CLASSY〉, 〈ZEALOUS〉, 〈Tick Tick Boom〉                                                                                     |
| 2023 | 3월 30일  | 국방TV 위문열차                      | 공군 제10전투비행단        | 〈CLASSY〉, 〈ZEALOUS〉 |
| 2023 | 4월 18일  | 국방TV 위문열차                      | 육군 제35보병사단          | 〈SHUT DOWN〉, 〈CLASSY〉 |
| 2023 | 5월 25일  | 서경대학교 대동제                    | 서경대학교                 | 〈SHUT DOWN〉, 〈CLASSY〉 |
| 2023 | 5월 25일  | 국방TV 위문열차                      | 육군사관학교               | 〈SHUT DOWN〉 |
| 2023 | 6월 1일   | 국방TV 위문열차                      | 미8군 한국군지원단         | 〈Tick Tick Boom〉, 리틀 믹스 〈Power〉 |
| 2023 | 6월 10일  | 청소년 뮤직 페스티벌                 | 동두천 시민회관            | 〈SAME SAME DIFFERENT〉,〈CLASSY〉,〈SHUT DOWN〉                                                                                               |
| 2023 | 6월 18일  | 드림콘서트 in JAPAN                  | 사이타마 슈퍼 아레나       | 〈ZEALOUS〉 |
| 2023 | 6월 20일  | 국방TV 위문열차                      | 육군군수사령부             | 〈SAME SAME DIFFERENT〉, 〈Tick Tick Boom〉 |
| 2023 | 6월 24일  | 서울 에디션 인 도쿄                  | 도쿄 포트시티 다케시바     | 〈SAME SAME DIFFERENT〉, 〈SHUT DOWN〉, 〈Tick Tick Boom〉, 〈TARGET〉, 〈Crack-Crack-Crackle〉                                                |
| 2023 | 6월 25일  | 서울 에디션 인 도쿄                  | 도쿄 포트시티 다케시바     | 〈SAME SAME DIFFERENT〉, 〈SHUT DOWN〉, 〈ZEALOUS〉, 〈TARGET〉, 〈Crack-Crack-Crackle〉                                                       |
| 2023 | 7월 1일   | K리그 20R 전북:제주 하프타임 공연    | 전주월드컵경기장           | 〈SHUT DOWN〉, 〈ZEALOUS〉 |
| 2023 | 7월 7일   | 아시아 스타 페스티벌                 | 상파울루 이스파수 우니메드 | 〈CLASSY〉, 〈SAME SAME DIFFERENT〉, 〈ZEALOUS〉, 리틀 믹스〈Power〉, 〈Tick Tick Boom〉, 〈SHUT DOWN〉, 〈TELL ME ONE MORE TIME〉             |
| 2023 | 8월 12일  |                                      | 남서울대학교               | 〈SHUT DOWN〉 |
| 2023 | 8월 27일  | KBO 리그 20R 롯데:kt 클리닝타임 공연 | 사직야구장                 | 〈ZEALOUS〉 |
| 2023 | 9월 11일  | 2023 K포럼 축하공연                  | JW 메리어트 호텔 서울      | 〈Tick Tick Boom〉, 〈ZEALOUS〉, 〈SHUT DOWN〉                                                                                                 |

### 웹예능
| 연도 | 방송기간            | 인터넷 플랫폼 | 프로그램명           |
| ---- | ------------------- | ------------- | -------------------- |
| 2022 | 5월 25일~8월 10일   | 네이버 나우   | 《클라씨 연구소》    |
| 2022 | 11월 22일~12월 22일 | 유튜브        | 《댄싱돌 스테이지2》 |

### 화보집
| 발매일          | 제목            |
| --------------- | --------------- |
| 2022년 7월 21일 | 《7 OF YOUTHS》 |

### 관련 게임
| 발매일         | 이름                |
| -------------- | ------------------- |
| 2022년 5월 6일 | 《슈퍼스타 클라씨》 |

## 수상 및 후보
| 연도 | 날짜      | 시상식                                                | 수상 부문             | 결과 | 출처            |
| ---- | --------- | ----------------------------------------------------- | --------------------- | ---- | --------------- |
| 2022 | 9월 2일   | 제20회 올해의 브랜드 대상                             | 여자 아이돌 신인      | 후보 | [ 139 ] [ 140 ] |
| 2022 | 10월 16일 | 제17회 아시아모델페스티벌 《2022 아시아 모델 어워즈》 | 여자 아이돌 신인      | 수상 | [ 56 ]          |
| 2023 | 1월 19일  | 제32회 서울가요대상                                   | 신인상                | 후보 | [ 141 ] [ 142 ] |
| 2023 | 1월 19일  | 제32회 서울가요대상                                   | 인기상                | 후보 | [ 143 ] [ 144 ] |
| 2023 | 2월 18일  | 써클차트 뮤직 어워즈                                  | 아이돌플러스 뉴스타상 | 후보 | [ 145 ] [ 146 ] |
| 2024 | 11월 17일 | 코리아 그랜드 뮤직 어워즈                             | 포토제닉상            | 수상 |                 |